# L'Espluga Calba
L'Espluga Calba è un comune spagnolo di 432 abitanti situato nella comunità autonoma della Catalogna.